# Diomys crumpi
Diomys crumpi — вид гризунів з родини мишевих, який зустрічається в пн. Індії, пд. Непалі, пн. М'янмі.

## Морфологічна характеристика
Довжина голови і тіла від 100 до 135 мм, довжина хвоста від 110 до 135 мм, довжина ступні від 24 до 28 мм, довжина вух від 20 до 26 мм. Волосяний покрив м'який, шовковистий і короткий. Верхня частина варіюється від темно-чорнувато-сірого до коричнево-сірого, а нижня — сірувато-біла. Вуха відносно великі і темно-коричневого кольору. Ноги білі. На стопах є сильно зменшені подушечки, чотири біля основи кожного пальця і невелика в центрі підошви. Великий палець короткий і вузький. Перший і п'ятий пальці однакової довжини, але коротші за середні 3. Хвіст такий же, як голова і тіло, зверху темно-коричневий, а знизу сірувато-білий.

## Середовище проживання
Мешкає в листяних вологих лісах, вічнозелених тропічних і помірних широколистяних лісах.